# Bérat
Bérat är en kommun i departementet Haute-Garonne i regionen Occitanien i södra Frankrike. Kommunen ligger i kantonen Rieumes som tillhör arrondissementet Muret. År 2022 hade Bérat 3 079 invånare.

## Befolkningsutveckling
Antalet invånare i kommunen Bérat
Referens:INSEE